# Pediapelta alexina
Pediapelta alexina är en tvåvingeart som beskrevs av Munro 1947. Pediapelta alexina ingår i släktet Pediapelta och familjen borrflugor.
Artens utbredningsområde är Zimbabwe. Inga underarter finns listade i Catalogue of Life.